# FIT (televisieprogramma)
FIT is een satirisch drama met tien afleveringen. Het wordt vooral gekenmerkt door absurdistische en zwarte humor. De eerste serie van FIT is in 2002 uitgezonden door de NPS. Twee jaar later werd er een tweede serie van 5 afleveringen uitgezonden.
FIT is bedacht en geschreven door Niek Barendsen. Het programma is nooit een succes geworden en kampte met tegenvallende kijkcijfers. 

## Cast en crew
- Niek Barendsen
- Ellen Pieters
- Tjitske Reidinga
- Stefan Stasse

Gastrollen:
- Martine Sandifort
- Frank Houtappels
- Lies Visschedijk

## Terugkerende onderdelen
- Smerissen in actie
- De quiz
- Koken met Fred
- Blauwhelmen in de woestijn
- Schetsen uit de ziekenzorg
- De reportage
- Liedje